# Oberbergisches Land
Oberbergisches Land este partea de sud (colorat în maro) a regiunii Bergisches Land din Renania de Nord-Westfalia, Germania.
Regiunea cuprinde districtele:
- Rheinisch-Bergisch
- Oberbergisch
- Rhein-Sieg

Tot aici se află Barajul Agger, ca și orașul Leverkusen care este traversat de râul Wupper.